# Gigabyte Technology
Gigabyte Technology (chinesisch 技嘉科技, Pinyin Jìjiā Kējì) ist ein taiwanischer Hersteller von Computerhardware, der vor allem für seine Motherboards und Grafikkarten bekannt ist. Der Vorsitzende des 1986 gegründeten Unternehmens mit über 7500 Mitarbeitern ist Yeh Pei-Cheng. Gigabyte Technology ist in Deutschland durch die G.B.T. Technology Trading GmbH vertreten.
Das Unternehmen befindet sich in öffentlicher Hand und wird an der Taiwan Stock Exchange unter der Aktien-ID-Nummer TWSE: 2376 oder ISIN TW0002376001 gehandelt.

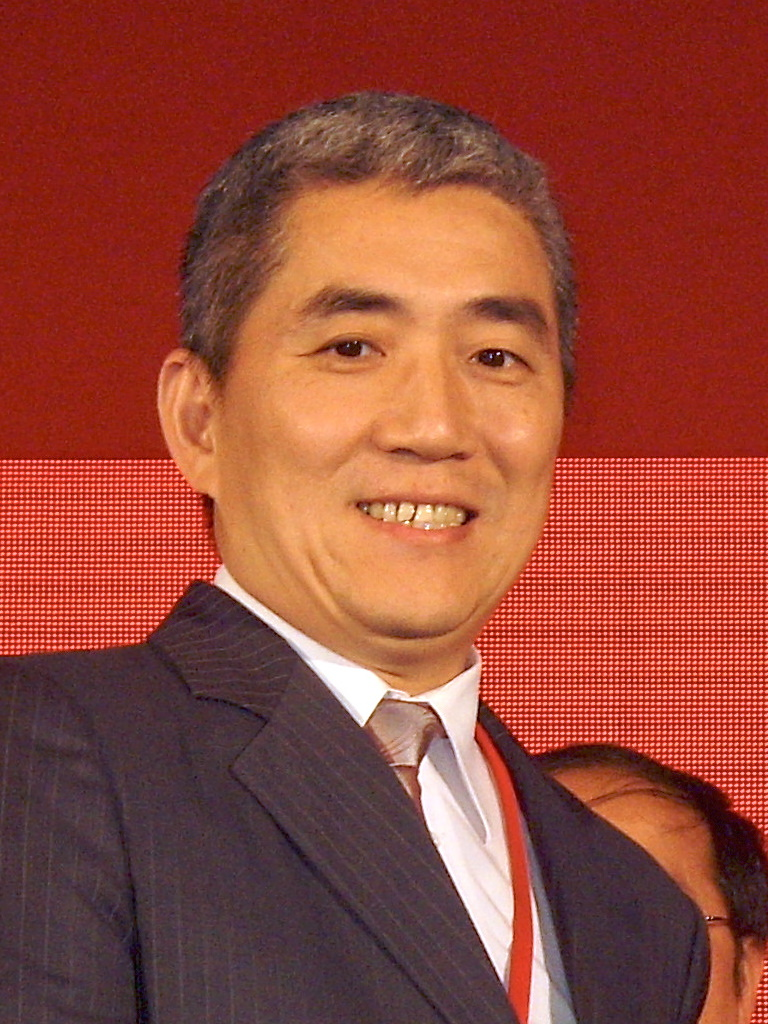
Gigabyte-Technology-Gründer Pei-Cheng Yeh

Es ist heute Hersteller von Mainboards für AMD- und Intel-Prozessoren sowie von AMD- und Nvidia-Grafikkarten. Des Weiteren stellt Gigabyte Computergehäuse, PC-Netzteile, Kühler, Monitore, Tastaturen, Mäuse, Lautsprecher, Server, Netbooks, Laptops und Desktop-PCs her.
Aufgrund der Ähnlichkeit mit Micro-Star International (MSI) wurde mehrfach über eine Fusion beider Unternehmen spekuliert.
Gigabyte brachte am 31. Mai 2011 das weltweit erste Z68-Motherboard mit integriertem mSATA-Anschluss für Intel-SSD- und Smart-Response-Technologie auf den Markt. Am 2. April 2012 veröffentlichte Gigabyte das weltweit erste Motherboard mit 60-A-ICs von International Rectifier.
Im Jahr 2023 meldeten Forscher des auf Firmware spezialisierten Cybersicherheitsunternehmens Eclypsium, dass 271 Modelle von Gigabyte-Motherboards von Backdoor-Schwachstellen betroffen seien. Jedes Mal, wenn ein Computer mit dem betroffenen Gigabyte-Motherboard neu gestartet werde, initiiere der Code in der Firmware des Motherboards ein Aktualisierungsprogramm, das eine andere Software herunterlade und ausführe. Gigabyte kündigte an, dass es die Probleme beheben wolle.

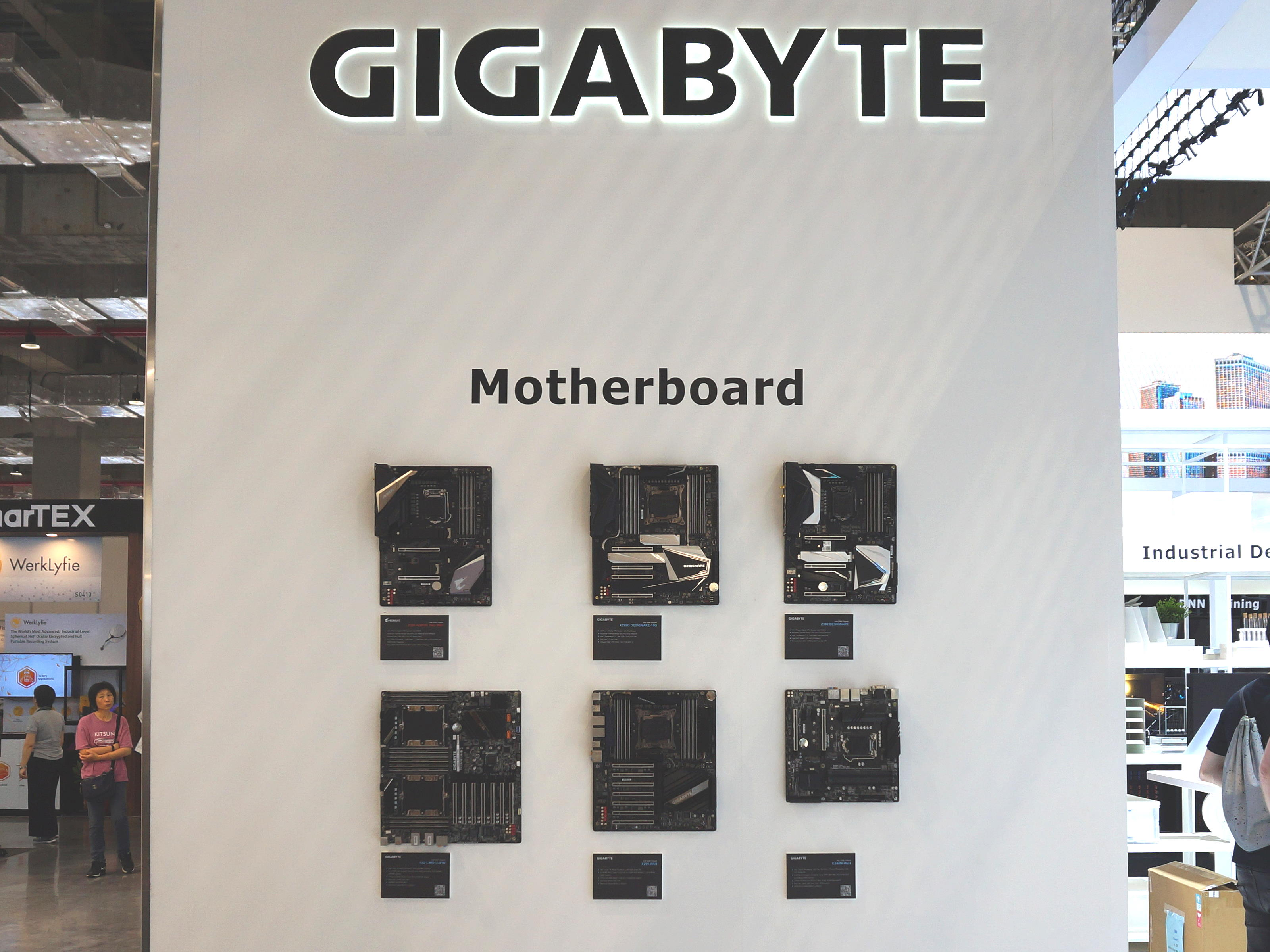
Gigabyte-Technology-Mainboards (Auswahl)

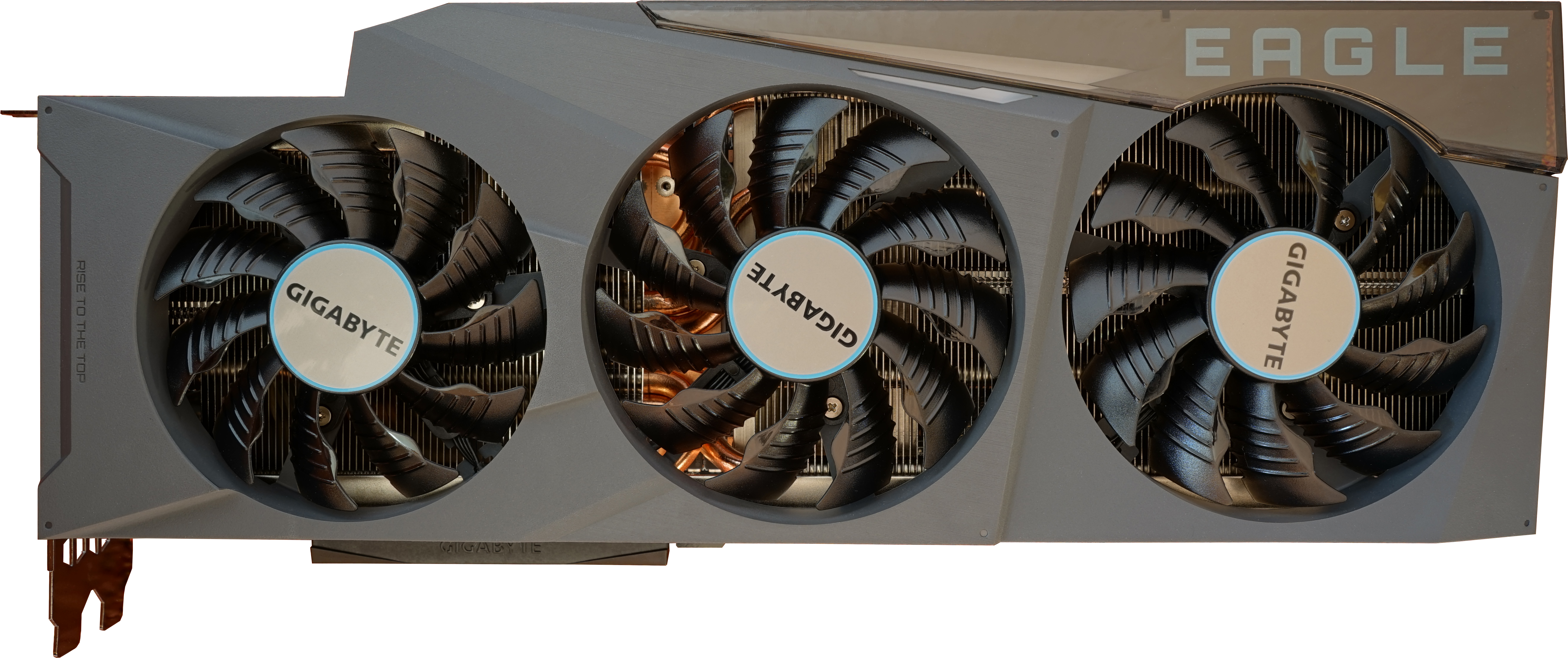
Custom-Modell der GeForce RTX 3090 von Gigabyte

## Produkte (Auswahl)
Gigabyte entwirft und fertigt Motherboards für AMD- und Intel-Plattformen und produziert in Zusammenarbeit mit AMD und Nvidia auch Grafikkarten und Notebooks, darunter Nvidia GeForce RTX4060 und AMD Radeon RX7600. Die Komponenten von Gigabyte werden von Alienware, Falcon Northwest, CybertronPC, Origin PC und exklusiv in Technology-Direct-Desktops verwendet.
Zu den Produkten, die Gigabyte Technology anbietet, gehören unter anderem:
- Mainboards
- Grafikkarten
- Laptops
- Monitore
- Desktop-PCs
- PC-Peripheriegeräte
- PC-Komponenten

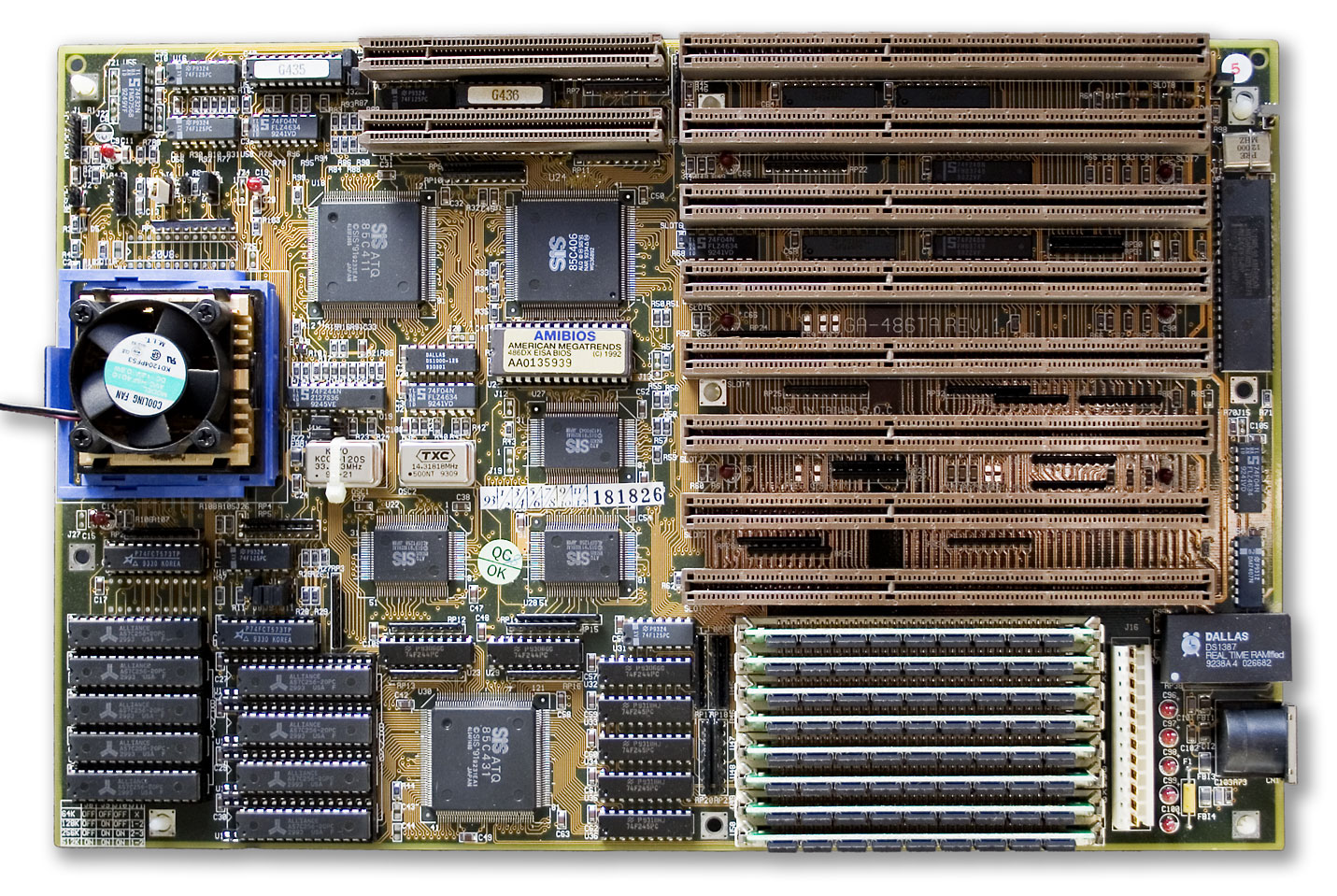
Gigabyte „GA-486TA“-Baby-AT-Motherboard für den Sockel 3 mit Slots für EISA- und VLB-Steckkarten
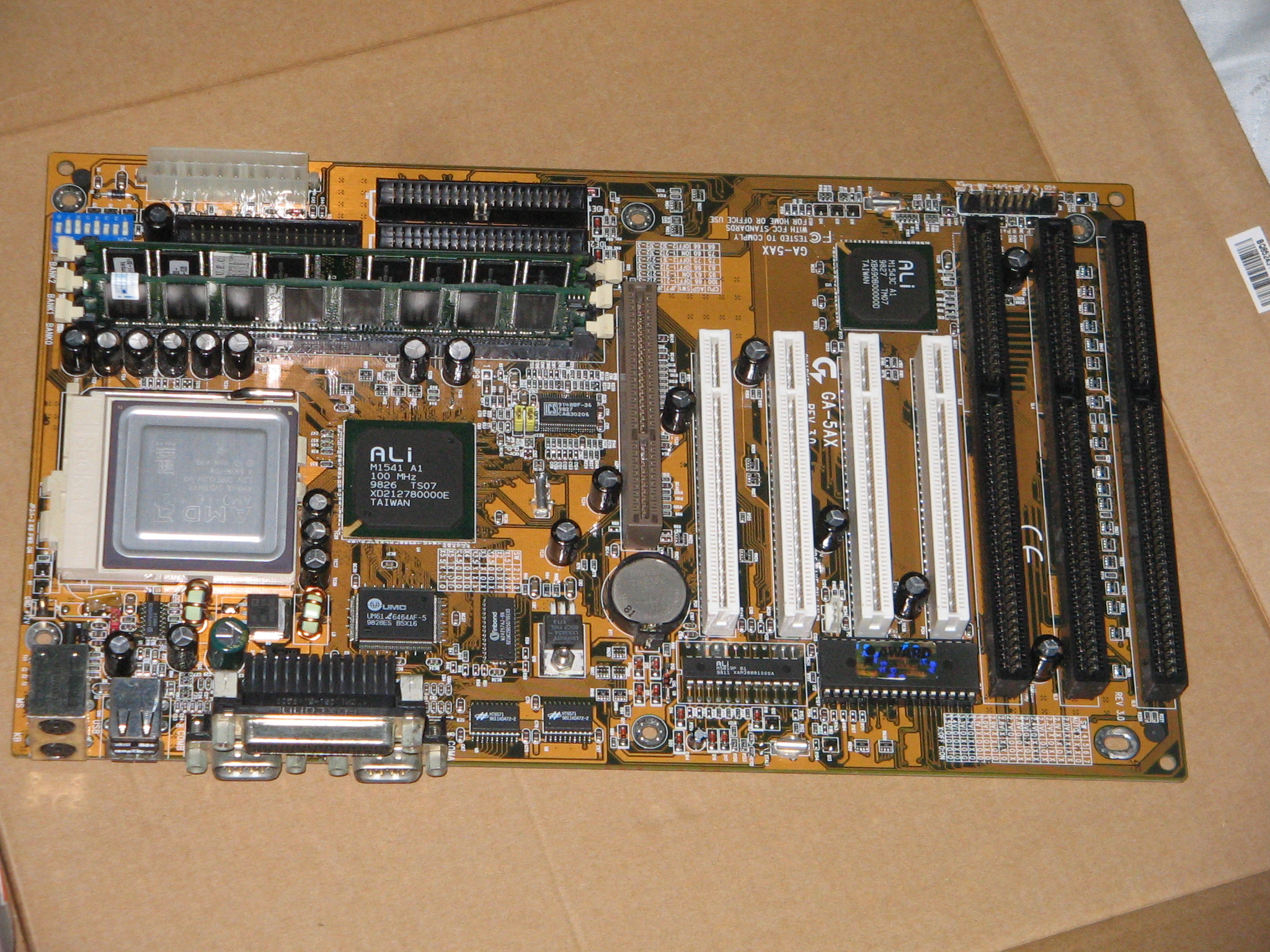
Gigabyte „GA-5AX“-ATX-Motherboard für den Sockel 7
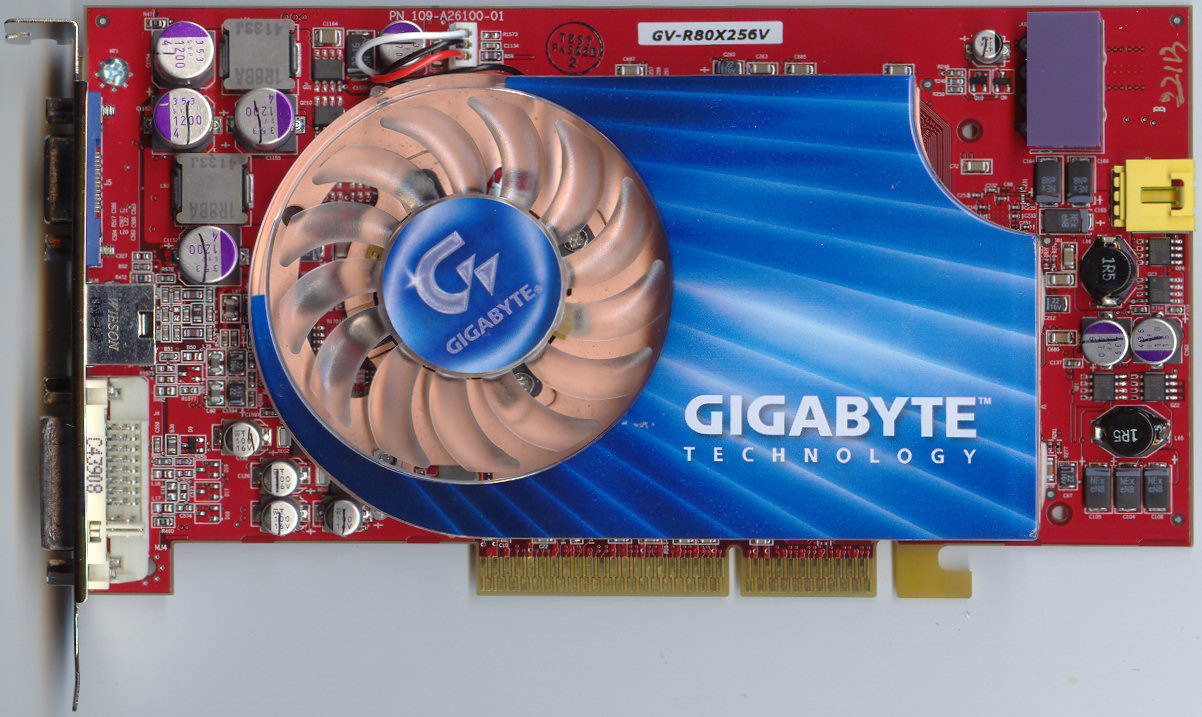
Gigabyte „GV-R80X256V“-AGP-Grafikkarte mit ATi Radeon X800 XT
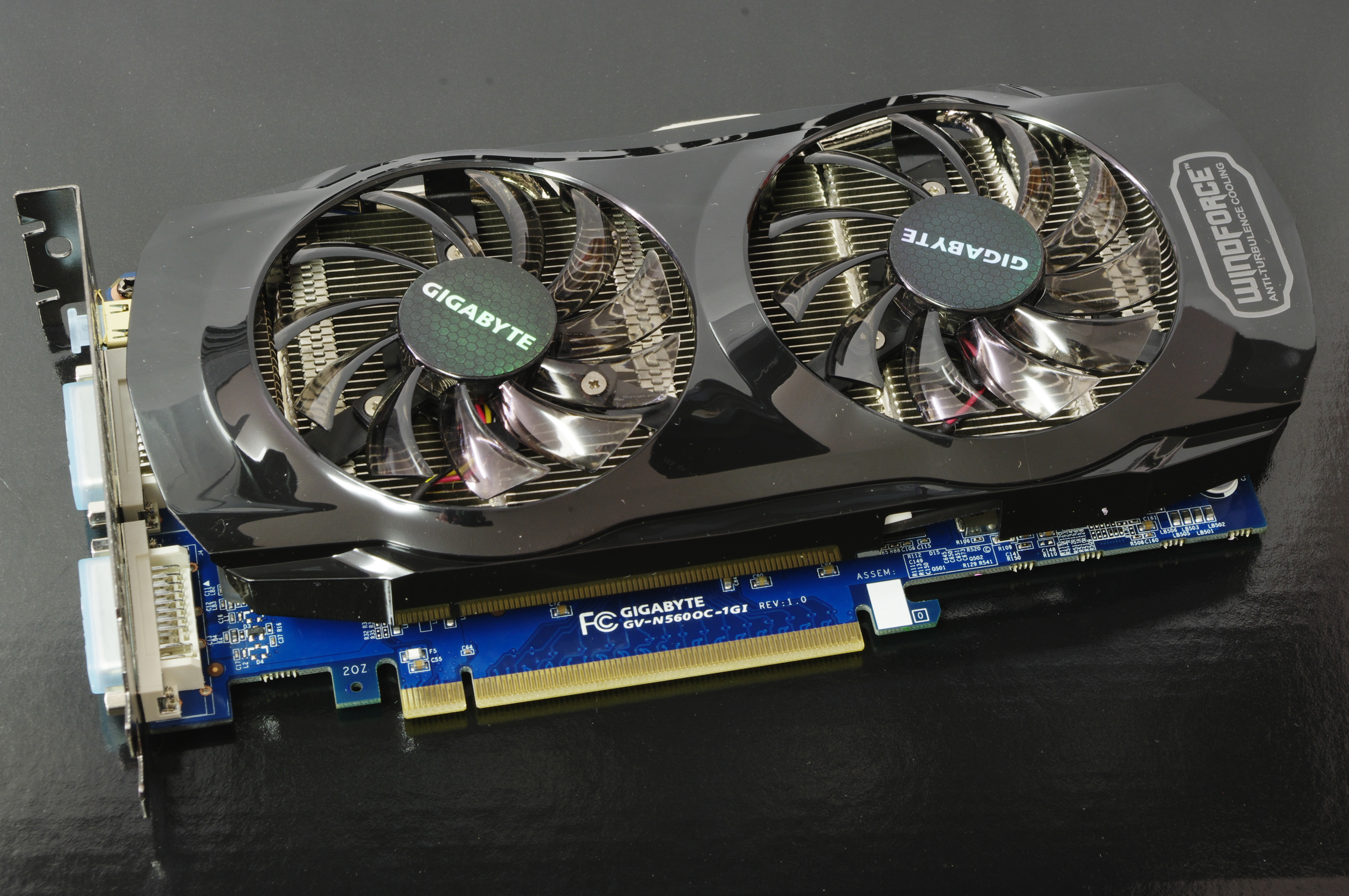
Gigabyte „GV-N560OC-1GI“-PCIe-Grafikkarte mit NVIDIA GeForce GTX 560 Ti
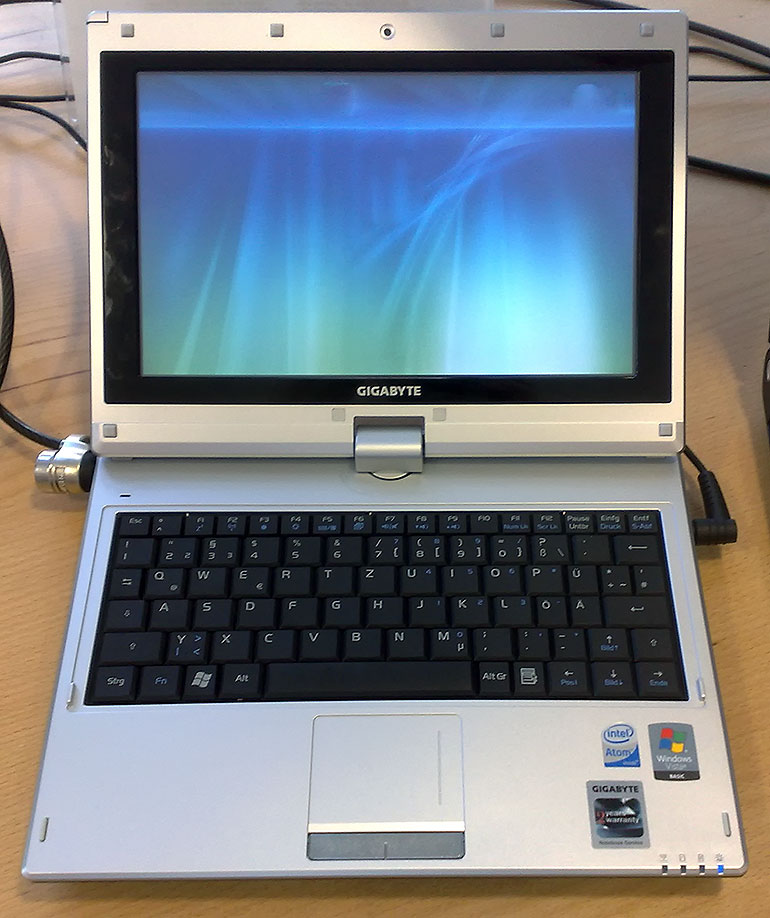
Gigabyte „M912“-Netbook

## Eingetragene Markennamen
Aorus ist eine eingetragene Untermarke von Gigabyte eingetragen als Aorus Pte. Ltd., ein in Singapur registriertes Unternehmen. Aorus ist auf Gaming-bezogene Produkte wie Motherboards, Grafikkarten, Notebooks, Mäuse, Tastaturen, SSDs, Headsets, Gehäuse, Netzteile und CPU-Kühler spezialisiert.